# Han Wudi
Sauf précision contraire, les dates de cet article sont sous-entendues « avant l'ère commune », c'est-à-dire « avant Jésus-Christ ».
Pour les articles homonymes, voir Wudi.
Han Wudi (chinois simplifié : 汉武帝 ; chinois traditionnel : 漢武帝 ; pinyin : Hàn Wǔdì ; Wade : Han Wu-ti, 30 juillet 157 av. J.-C. – 29 mars 87 av. J.-C.), de son nom personnel Liu Che (劉徹), est le septième empereur de la dynastie Han de Chine, régnant à partir du 9 mars 141 av. J.-C. et jusqu'à sa mort. Il est considéré, avec les empereurs Tang Taizong (dynastie Tang) et Kangxi (dynastie Qing) comme l'un des plus grands empereurs de l'histoire de la Chine.
Le règne de Wudi dure 54 ans, ce qui constitue un record qui ne sera battu que 1 800 ans plus tard par Kangxi. Son règne est marqué par les importantes conquêtes territoriales de la dynastie Han, mais également par une réorganisation du gouvernement afin d'aboutir à un État fort et centralisé. Parmi les mesures prises dans ce sens, Wudi apporte une importance particulière à la promotion des doctrines confucianistes. D'un point de vue social et culturel, Wudi est connu pour ses innovations religieuses et son mécénat envers l'art poétique et l'art musical, incluant le développement du Bureau impérial de la musique pour le transformer en une entité prestigieuse. Son règne est également marqué par des contacts culturels avec l'Eurasie occidentale de plus en plus importants. Ainsi de nombreuses cultures agraires et d'autres objets sont introduits en Chine à cette époque.
En tant que conquérant, Wudi mène la Chine Han vers sa plus grande expansion. À son apogée, les frontières de l'empire s'étendent entre l'actuel Kirghizistan à l'ouest, la Corée à l'est et le nord du Vietnam au sud. Il parvient à repousser avec succès les nomades Xiongnu lors de leurs incessants raids au nord de la Chine et envoie son émissaire Zhang Qian en 139 av. J.-C. pour former une alliance avec les Yuezhi sur les terres de l'actuel Ouzbékistan. Ce rapprochement est le début de plusieurs missions menées en Asie centrale. Bien que les archives historiques ne décrivent pas Wudi comme bouddhiste mais plutôt comme un adepte du chamanisme, des échanges culturels ont pourtant lieu avec ces ambassades et il est fait mention sur les murs des grottes de Mogao de la réception de statues bouddhistes en provenance de l'Asie centrale.
Afin d'établir un État autocratique et centralisé, Wudi adopte les principes du confucianisme comme philosophie étatique et comme code éthique pour son empire. Il fonde également une école afin de former les futurs fonctionnaires aux classiques confucéens. Ces réformes ont un effet durable sur l'existence de la Chine impériale et une influence très importante sur les civilisations voisines.

## Noms
Han Wudi est né sous le nom de Liu Che (劉徹). Il s'agit d'un nom personnel uniquement destiné à l'usage familial mais pas de façon commune. L'utilisation du caractère Han (漢) en nommant l'empereur Wudi fait référence à la dynastie Han dont il fait partie. Son nom de famille est Liu (劉), un nom utilisé par la famille ou le clan régnant durant la dynastie Han et qui était le nom de Liu Bang, le fondateur de la dynastie, avant qu'il ne devienne l'empereur Han Gaozu. Le caractère Di (帝) est en fait un titre, puisqu'il signifie en Chinois Empereur. Le caractère Wu (武) signifie littéralement martial ou belliqueux, mais est également relié à une divinité particulière du panthéon de la religion chinoise historique à cette époque. La combinaison des caractères Wu et Di crée le nom Wudi, qui correspond au nom posthume de cet empereur, utilisé dans des buts historiques et religieux, comme lui offrir des hommages posthumes sur sa tombe.

### Années de règne
Une des innovations introduites par Wudi est le fait de changer de nom de règne après quelques années, s'il le juge de bon augure ou pour commémorer un évènement. Ainsi, une nouvelle pratique de désignation des années est mise en place. On parle de Ne année de l'année de [Nom règne de l'année] en fonction du nom de règne en vigueur.

## Biographie

### Enfance
Liu Che est le dixième fils de Liu Qi (劉啟), l'empereur Han Jingdi. Sa mère Wang Zhi (王娡) est initialement mariée à un roturier nommé Jin Wangsun (金王孫) et a une fille de ce mariage. Toutefois, sa mère Zang Er (臧兒) (une petite-fille de Zang Tu (臧荼), Prince de Yan sous l'empereur Han Gaozu) se fait dire par un devin que Wang Zhi et sa plus jeune sœur deviendront un jour extrêmement honorées. Elle a alors l'idée d'offrir ses filles au prince Liu Qi, qui n'est pas encore empereur, et de ce fait force Wang Zhi à divorcer. Après avoir été offerte à Liu Qi, Wang Zhi lui donne trois filles : les princesses Yangxin (陽信公主), Nangong (南宮公主) et Longlü (隆慮公主).
Le jour de l'accession au trône de Liu Qi sous le nom de Jingdi, après la mort de son père l'empereur Han Wendi en 156, Wang Zhi donne naissance à Liu Che et est ainsi promue au rang de consort pour avoir donné naissance à un prince royal. Durant sa grossesse, elle affirmait rêver qu'un fils tombait de son utérus. L'empereur Jingdi est extatique sur l'implication divine et fait du jeune Liu Che le Prince de Jiaodong (膠東王) en 153. Garçon intelligent, Liu Che est considéré comme le fils préféré de Jingdi et ce depuis son très jeune âge.

### Accession au statut d'héritier
La femme de Jingdi, l'impératrice Bo, est sans enfant. De ce fait, son fils aîné Liu Rong (劉榮), né de sa concubine favorite, dame Li (栗姬), est proclamé prince héritier en 153. Dame Li, croyant avec certitude que son fils va devenir empereur commence à devenir arrogante et intolérante. Elle est régulièrement en colère contre Jingdi en raison de sa jalousie envers les autres concubines. Son manque de tact va devenir une chance pour la consort Wang et le jeune Liu Che.
Lorsque la sœur aînée de Jingdi, Liu Piao (劉嫖), offre en mariage sa fille à Liu Rong, Dame Li refuse grossièrement la proposition. Elle se venge ainsi de Liu Piao qui a régulièrement introduit des concubines à Jingdi, détournant ainsi l'empereur de ses faveurs. La consort Wang, qui observe calmement et attend sa chance, s'empare de l'opportunité et offre de marier son fils mineur. Cette union n'est dans un premier temps pas acceptée par Jingdi à cause de l'importante différence d'âge. Toutefois, selon la fable pseudo-historique Hanwu Stories (漢武故事), durant un rassemblement royal, lorsque Liu Piao a tenu dans ses bras Liu Che âgé de 5 ans et lui a demandé s'il voulait épouser sa fille A'Jiao (阿嬌), le jeune prince s'est vanté de vouloir « construire une maison en or pour elle » s'ils étaient mariés. Liu Piao utilise donc cette histoire pour convaincre Jingdi d'accepter le mariage arrangé. Ceci a inspiré la citation chinoise « Mettre Jiao dans une maison en or » (金屋藏嬌), qui deviendra par la suite une manière de dire de façon ironique que l'on préfère une maîtresse à une femme.
Une fois le mariage arrangé scellé avec la consort Wang, Liu Piao commence à constamment déprécier Dame Li devant Jingdi. De plus en plus influencé par les propos de sa sœur, l'empereur décide de tester Dame Li. Il lui demande un jour si elle serait heureuse de s'occuper de ses autres enfants s'il décède, ce qu'elle refuse grossièrement. La réponse rend l'empereur en colère et inquiet sur le fait que si Liu Rong devient empereur et que Dame Li devient impératrice douairière, beaucoup de ses concubines risquent de subir le destin de la consort Qi (en) de la main de l'impératrice Lü. Liu Piao commence alors à vanter les mérites de son beau-fils et finit par convaincre Jingdi que Liu Che sera un meilleur héritier que Liu Rong. Saisissant l'opportunité, la consort Wang attaque Dame Li. Elle insinue à un ministre l'idée de conseiller officiellement à l'empereur Jingdi de nommer Dame Li au rang d'impératrice, puisque Liu Rong est déjà prince héritier. Jingdi, déjà convaincu que Dame Li ne doit pas devenir impératrice, enrage et pense que Dame Li est en train de conspirer avec les fonctionnaires du gouvernement. Il exécute le clan du ministre qui a transmis la proposition et démet Liu Rong du titre de Prince de Linjiang (臨江王). Ce dernier est ensuite exilé hors de la capitale en 150. Dame Li est dépouillée de ses titres et placée sous résidence surveillée. Elle meurt de dépression et de frustration peu de temps après. Liu Rong est arrêté deux ans plus tard pour saisie illégale de terres du sanctuaire impérial. Il se suicide durant sa détention.
Alors que l'impératrice Bo a été démise de son statut d'impératrice un an plus tôt en 151, Jingdi nomme finalement la Consort Wang au rang d'impératrice. Liu Che, âgé de 7 ans, devient désormais le fils aîné de l'impératrice et est nommé prince héritier en 149.
En 141, Jingdi décède et Liu Che accède au trône sous le nom de Wudi. Il n'a que 15 ans. Sa grand-mère, l'impératrice douairière Dou, devient la grande impératrice douairière et sa mère devient impératrice douairière Wang. Sa cousine aînée et femme devient officiellement l'impératrice Chen (陳皇后).

### Début de règne
La dynastie Han est jusqu'alors dirigée en suivant les principes taoïstes de l'idéologie Wu wei (無為而治), de la défense de la liberté économique et de la décentralisation du gouvernement. Une sage politique étrangère permet de maintenir une paix de jure avec les puissants Xiongnu au nord. Ces politiques sont importantes pour stimuler la reconstruction économique à la suite de la guerre civile post-dynastie Qin. Les politiques de non interventionnisme consistent à une perte de la régulation monétaire et du contrôle politique du gouvernement central, ce qui permet aux États vassaux féodaux de devenir dominants et indisciplinés. Cette situation prend son apogée avec la Rébellion des sept États durant le règne de l'empereur Jingdi. Les politiques menées conduisent également au creusement de l'écart entre la noblesse et les populations locales qui sont de plus en plus mises sous pression. Les dirigeants ne parviennent pas non plus à protéger les frontières Han contre les incursions nomades par le Nord. D'importants politiciens comme Jia Yi (賈誼) et Chao Cu (晁錯) ont rappelé la nécessité d'entreprendre d'importantes réformes politiques, mais ni l'empereur Han Wendi ni l'empereur Han Jingdi n'ont voulu engager de tels changements.
Contrairement à ces prédécesseurs, le jeune et vigoureux empereur Wudi souhaite faire évoluer les choses. En seulement une année, sous les conseils des érudits confucéens, Wudi lance une ambitieuse série de réformes connues sous le nom des Réformes Jianyuan (建元新政). Elles sont toutefois menacées par les intérêts des classes nobles existantes et sont rapidement défaites par sa grand-mère, la grande impératrice douairière Dou, qui possède le réel pouvoir politique à la cour [ref. souhaitée]. Les deux principaux soutiens nobles des réformes, Dou Ying (竇嬰) et Tian Fen (田蚡, le demi-frère de l'impératrice douairière Wang, se voient dépouillés de leurs positions. Leurs deux mentors, Wang Zang (王臧) et Zhao Wan (趙綰), sont destitués, arrêtés et forcés de se suicider en prison. L'empereur Wu, qui est maintenant privé de tout allié, est victime de conspirations visant à le jeter hors du trône.
À ce moment, l'impératrice Chen est déjà mariée depuis plusieurs années à Wudi, mais ne parvient pas à mener à terme une grossesse. Pour tenter de contrôler l'amour de l'empereur, elle l'empêche d'avoir d'autres concubines. Le fait que le jeune et énergique Wudi reste sans enfant est utilisé par ses ennemis politiques pour tenter de le destituer, puisque l'incapacité d'un empereur à propager la lignée de sang royal est un sujet important. Les spéculations tendent à le remplacer par son oncle lointain Liu An (劉安), le Roi de Huainan (淮南王), qui est une célèbre figure de l'idéologie taoïste. La survie politique de Wudi est désormais intimement liée à l'importante activité de sa tante et belle-mère, Liu Jiao, qui sert de médiateur pour réconcilier l'empereur avec sa puissante grand-mère. Liu Jiao ne laisse passer aucune occasion d'utiliser son influence et fait constamment des demandes excessives pour son beau-fils. Wudi, déjà malheureux de l'infertilité de l'impératrice Chen - lui-même est blâmé pour cela - et de son tempérament d'enfant gâtée, enrage face à la cupidité de sa mère. L'impératrice douairière Wang lui demande alors de se calmer et de tolérer de tels abus pour le moment et d'attendre sa chance puisque sa grand-mère commence à décliner physiquement. Wudi suit les conseils de sa mère et passe les années qui suivent à se comporter docilement et à renoncer à toute ambition politique. Il quitte alors souvent la capitale pour des parties de chasse et de tourisme comme un marquis ordinaire.

### Consolidation du pouvoir
Sachant que les classes nobles conservatrices occupent tous les niveaux de la cour Han, Wudi change sa stratégie. Il recrute secrètement un cercle de jeunes soutiens loyaux de faible éducation et les nomme fonctionnaire de niveau moyen afin d'infiltrer l'exécutif du gouvernement. Une fois nommés, ces initiés de la cour (內朝) prennent leurs ordres et rendent compte directement à Wudi. Malgré leur faible rang, ils ont une véritable influence dans les affaires gouvernementales courantes. Ils deviennent ainsi un important contre-pouvoir face aux étrangers de la cour (外朝), composés des Trois seigneurs et des Neuf ministres qui constituent la plus grande part du camp anti-réformiste.
En 138, l’État autonome méridional de Minyue (閩越國, dans l'actuelle province du Fujian) envahit son voisin, le faible État de Dong'ou (東甌國, dans l'actuelle province du Zhejiang). Après le décès sur le champ de bataille de leur Roi Zuo Zhengfu (騶貞復), Dong'ou sollicite désespérément l'intervention de la cour Han. Un débat passionné s'engage dans la cour Han quant à l'intérêt d'offrir une aide militaire à un État vassal si distant. Wudi décide d'envoyer un fonctionnaire nouvellement nommé, Yan Zhu (嚴助) à Kuaiji (會稽, actuelle Suzhou, Jiangsu) pour mobiliser les garnisons locales. Toutefois, le Sceau du tigre, qui est requis pour autoriser tout usage des forces armées, est sous le contrôle de la grande impératrice douairière Dou. Yan Zhu, en tant qu'ambassadeur impérial, contourne ce problème en exécutant le commandant de l'armée locale qui refuse d'obéir à l'ordre. Il force le chef de Kuaiji à mobiliser une importante flotte navale pour secourir Dong'ou. Voyant l'arrivée des forces Han bien supérieures aux leurs, Minyue devient craintif et se retire. Il s'agit là d'une importante victoire politique pour Wudi. Dès lors, les décrets impériaux peuvent être utilisés pour contourner le Sceau du tigre, ce qui par conséquent enlève toute approbation de la part de sa grand-mère. Avec désormais les militaires fermement sous son contrôle, la survie politique de Wudi est assurée.
La même année, la nouvelle concubine favorite de l'empereur, Wei Zifu, tombe enceinte de son premier enfant. L'excuse de l'infertilité de Wudi ne peut donc désormais plus être utilisée par ses opposants pour le destituer. Lorsque la nouvelle atteint l’État de Huainan, son Roi Liu An est consterné. Il espère en effet que le jeune empereur soit destitué pour être porté sur le trône. Il se mure alors dans un état de déni et récompense quiconque lui dit que Wudi est toujours sans enfant.
En 135, la grande impératrice douairière meurt. Le dernier obstacle contre l'ambition politique de Wudi de réformer disparaît donc.

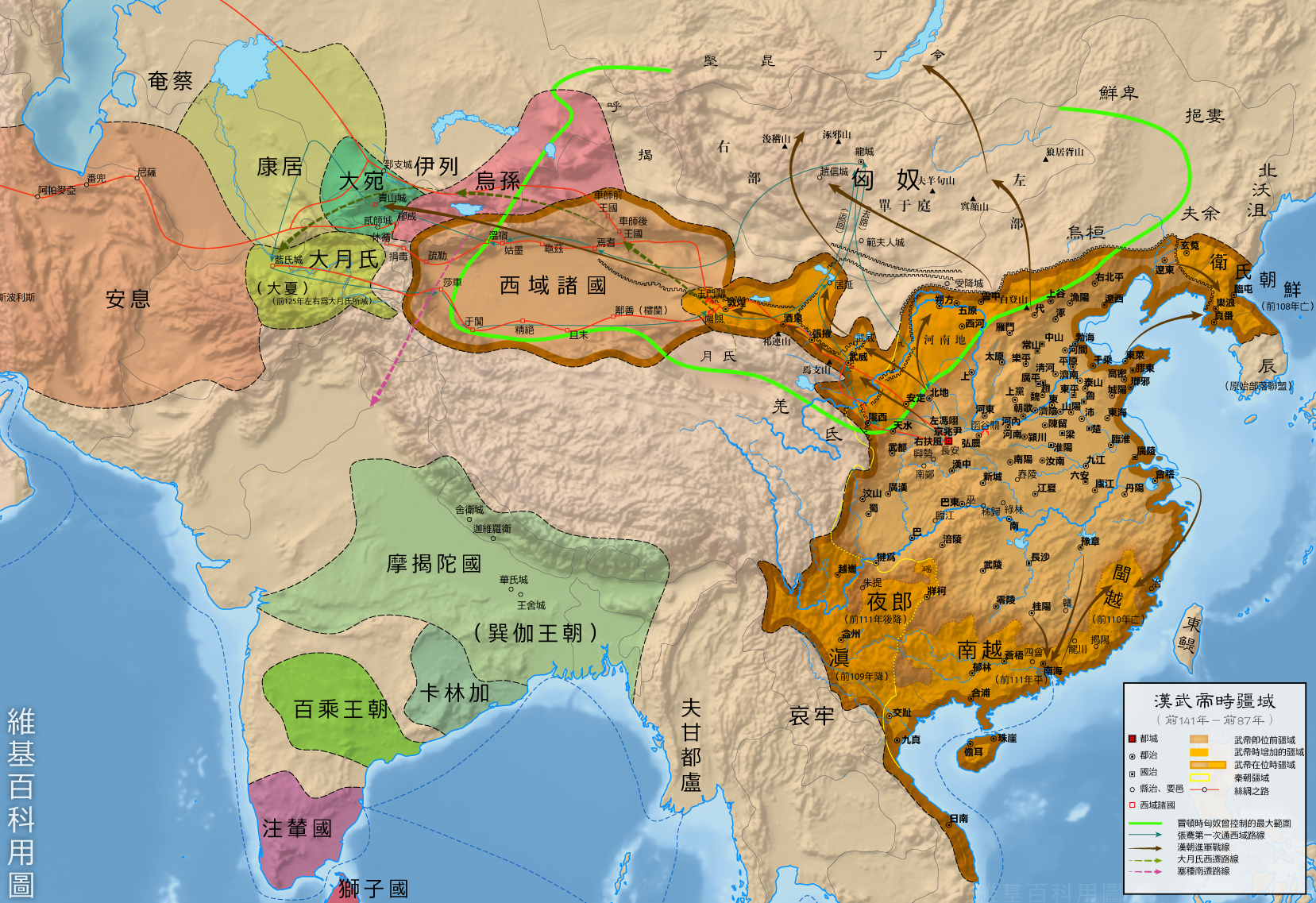
L'Empire Han en orange foncé sous le contrôle administratif direct durant le règne de Wudi (141–87) et sa sphère d'influence en orange clair.

## Expansion de l'Empire

### Conquête du Sud
Après le décès de la grande impératrice douairière Dou en 135, Wudi possède le contrôle total de la nation. Même si sa mère l'impératrice douairière Wang et son oncle Tian Fen sont encore influents, ils manquent de capacité à contrecarrer les actions de l'empereur.
Wudi commence une campagne militaire d'expansion territoriale, détruisant dans un premier temps presque tout son empire dans le processus. En répondant aux incursions aux frontières par l'envoi de troupes, Wudi envoie ses armées dans toutes les directions, sauf vers la mer.

#### Conquête de Minyue
Après la Rébellion des sept États, le prince de l'État défait de Wu, Liu Ju (劉駒), s'enfuit vers le royaume autonome de Minyue, où il trouve refuge auprès du Roi Luo Ying (雒郢). Fou de rage contre le royaume de Dong'ou qui refuse d'accueilli son père Liu Pi (劉濞) et au contraire l'assassine pour le compte de l'empereur Han Jingdi, Liu Ju conseille au roi Ying d'attaquer Dong'ou et de s'emparer de ses terres. En 138, Minyue envahit son voisin au nord-est et tue le dirigeant Dong'ou, le roi Zhenfu. Le nouveau roi Dong'ou, Zou Wang (騶望), sollicite désespérément l'aide de la cour Han. L'opposition de Tian Fen pour une intervention militaire importe peu et Wudi décide rapidement d'envoyer une armée pour occuper les territoires côtiers du Zhejiang et du Fujian. Ayant vent de l'arrivée des forces Han, Minyue prend peur et se retire. Craignant une nouvelle attaque de la part de Minyue, le roi Wang demande que son peuple puisse déménager en Chine. Par conséquent, Wudi les installe dans la région située entre les fleuves Yangzi et Huai.
En 135, une guerre est déclenchée entre Minyue et son voisin au sud-ouest, Nanyue (南越國). Zhao Tuo (趙佗), le fondateur de Nanyue, avait déjà proposé de devenir un État vassal de la dynastie Han en 179. Lorsqu'il meurt en 137, il a plus de 100 ans et a survécu à son fils Zhao Shi (趙始). Son trône passe donc à son petit-fils, Zhao Mo (趙眜). Voyant que le nouveau roi de Nanyue est jeune et inexpérimenté, le cupide roi de Minyue Zuo Ying décide de l'envahir. Zhao Mo sollicite l'aide de la cour Han et Wudi envoie une force amphibie menée par Wang Hui (王恢) et Han Anguo (韓安國) pour remédier à la menace Minyue. Toujours de peur de l'intervention Han, Luo Yushan (雒余善), le plus jeune frère du roi Ying, conspire un coup d'État avec les nobles de Minyue, tue son frère avec une lance, décapite le corps et envoie la tête coupée à Wang. L'État est alors séparé en deux monarchies : Minyue est dirigée par un dirigeant pro-Han, Zou Chou (騶丑), et Dongyue (東越), dirigée par Luo Yushan.
Alors que les troupes Han rentrent de la guerre entre Minyue et Nanyue en 111, le gouvernement Han débat de l'utilité d'une action militaire contre Dongyue. Même si cet État a accepté d'aider les Han dans leur campagne contre Nanyue, l'armée de Dongyue n'y est jamais parvenue, sous prétexte de mauvaises conditions météorologiques. Malgré la proposition du général Yang Pu (楊僕), Wudi refuse l'action militaire et les forces Han rentrent sans attaquer Dongyue. Certaines garnisons sont placées aux frontières pour prévenir tout conflit militaire. Lorsque le roi Yushan est mis au courant de cela, il se sent sûr de lui et répond en se révoltant contre les Han. Il s'autoproclame empereur et demande à ses généraux d'envahir les régions voisines contrôlées par les Han. Fou de rage, Wudi envoie une armée commandée par les généraux Han Yue (韓說) et Yang Pu, le commandant Wang Wenshu (王溫舒) et deux marquis ancêtres des Yue. L'armée Han écrase la rébellion et le royaume de Dongyue commence à se fracturer après le refus obstiné de Yushan de se rendre. Certains éléments de sa propre armée désertent et se retournent contre leur dirigeant. Finalement, le roi de l'autre État Minyue, Zou Jugu, conspire avec d'autres nobles Dongyue pour tuer le roi Yushan avant qu'il ne se rende aux forces Han. Les deux États Minyue et Dongyue sont ensuite complètement annexés par le pouvoir Han.

#### Conquête de Nanyue
En 135, lorsque Minyue attaque Nanyue, ce dernier sollicite l'aide des Han même s'il a probablement suffisamment de forces pour se défendre lui-même. Cette sollicitation constitue un signe de soumission envers l'autorité de l'empereur. Wudi est très reconnaissant de ce geste et envoie une force attaquer Minyue, malgré l'objection d'un de ses conseillers, Liu An, un membre royal et prince de Huainan. Les nobles de Minyue, apeurés face aux impressionnantes forces chinoises, assassinent le roi Luo Ying et sollicitent la paix. Dans un coup de génie, Wudi impose un système à deux monarchies sur Minyue en créant deux royaumes, ce qui entretient la discorde à Minyue.
En 111, en réponse à l'assassinat de plusieurs émissaires Han par des fonctionnaires Nanyue, Wudi lance une expédition punitive contre le royaume. Finalement, l'ensemble du territoire Nanyue, qui englobe les provinces actuelles de Guangdong et Guanxi ainsi que le Nord du Vietnam, est conquis par les forces militaires de l'empereur et annexé à l'Empire.

### Guerre contre les Xiongnu dans les steppes du Nord
Le principal obstacle pour que Wudi étende encore son empire est le peuple Xiongnu au Nord. Après avoir tenté l'apaisement, Wudi adopte une stratégie plus belliqueuse. Les empires Han et Xiongnu ont connu la paix grâce à un système fonctionnant sur la base de traités mis en place avant l'accession au trône de Wudi. En 133, sur les conseils de Wang Hui (王恢), le ministre des affaires des États vassaux, demande à ses généraux de tendre un piège au Chanyu Xiongnu Junchen (軍臣), afin de tenter une victoire surprise. Selon le plan, un puissant gentilhomme local, Nie Yi (聶壹) de Mayi (馬邑) va prétendre vouloir offrir Mayi aux Xiongnu après avoir tué le magistrat du comté. Cette stratégie sert à attirer le Chanyu Junchen à venir jusqu'à Mayi, pendant que les forces han se cachent autour de la ville. Le plan échoue lorsqu'un soldat capturé par les Xiongnu dévoile tout le plan au Chanyu Junchen, qui s'échappe rapidement avant que les forces Han ne l'attrapent. Alors que le stratagème visait à renverser l'État Xiongnu, il inaugure finalement le début d'une période d'escalade des hostilités. La guerre entre Han et Xiongnu qui suit en fait partie. Les années à venir sont parsemées d'escarmouches aux frontières et d'importantes batailles, même si les deux États restent des partenaires commerciaux. Wudi envoie des vagues de troupes au massacre, occasionnant un nombre important de victimes dans son infanterie et sa cavalerie. Les poètes de l'époque le disent : « seuls les restes reviennent ». Toutefois, campagne après campagne et après des années d'efforts, Wudi parvient à prendre le contrôle de la Route de la soie du Nord, ce qui lui donne un accès direct aux marchés d'Asie centrale (sans passer par l'intermédiaire des Xiongnu). Il construit alors un mur fortifié le long de la frontière du corridor de Hexi (actuellement dans la province du Gansu) et colonise des terres en y installant 70 000 soldats-colons.

#### Campagne Xiongnu
Une importante bataille se déroule en 129 lorsque les Xiongnu attaquent la commanderie de Shanggu (上谷, près de l'actuelle Zhangjiakou, Hebei). Wudi envoie quatre généraux : Li Guang, Gongsun Ao (公孫敖), Gongsun He (公孫賀) et Wei Qing. Chacun d'eux dirige une cavalerie de 10 000 unités contre les Xiongnu. Li Guang et Gongsun Ao subissent l'un et l'autre d'importantes pertes de la part des Xiongnu ; Gonsun He quant à lui ne parvient pas à trouver l'ennemi et à engager le combat. Cependant Wei Qing, qui se distingue en menant une incursion lointaine dans un site sacré Xiongnu, est promu à un commandement plus important.
En 127, des troupes menées par Wei battent une importante armée Xiongnu, ce qui permet aux Han d'occuper la région de Shuofang (朔方) (actuellement à l'ouest de la Mongolie-Intérieure autour d'Ordos). La région est alors immédiatement occupée par 100 000 colons chinois. La ville de Shuofang est construite et deviendra par la suite une place clé à partir de laquelle les offensives contre les Xiongnu seront lancées. Lorsque ces derniers tentent d'attaquer la ville en 124, Wei les surprend en les attaquant par l'arrière, faisant ainsi près de 15 000 prisonniers.
En 121, Huo remporte une importante victoire sur les princes Xiongnu de Hunxie (渾邪王) et Xiutu (休屠王). Lorsque le Chanyu Yizhixie (伊稚邪) est mis au courant de la défaite, il veut punir ces princes sans pitié. Le Prince de Hunxie, craignant le châtiment, tue le prince de Xiutu et cède ses forces qui contrôlent le Gansu aux Han. Ceci porte un coup sévère aux Xiongnu, qui sont ainsi privés d'une région importante en termes de culture et de ressources naturelles. Wudi y installe cinq commanderies et encourage les Chinois à emménager dans la région, qui n'avait jamais été contrôlée par leur nation jusque-là.

### Invasion de la péninsule coréenne
Wudi envahit la péninsule Coréenne et y établit quatre commanderies, avant d'abandonner le territoire en 126. Les côtes occidentales resteront chinoises jusqu'au IVe siècle, comme l'attestent certains artefacts funéraires trouvés dans la région. Toutefois, cela n'est pas considéré comme une expansion importante du territoire Han.

## Diplomatie et exploration

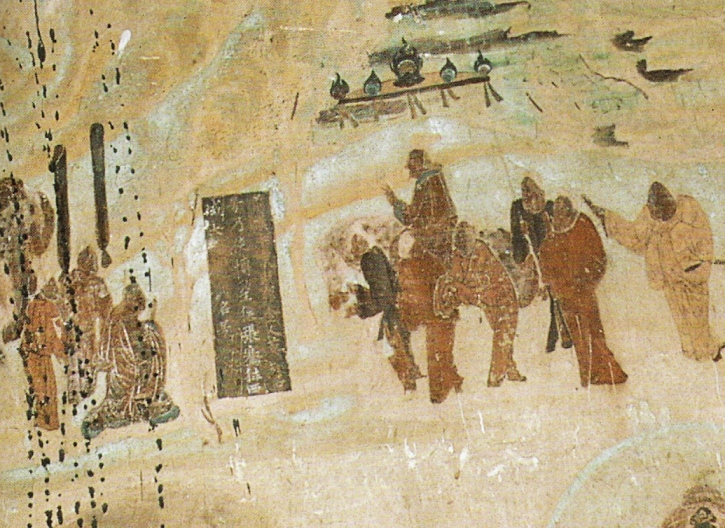
Wudi envoie Zhang Qian en Asie centrale entre 138 et 126, fresques des grottes de Mogao, 618–712 ap. J.-C.

L'exploration des territoires occidentaux (Xiyu) commence dès 139. Wudi envoie Zhang Qian dans le royaume de Yuezhi, qui a été expulsé par les Xiongnu de la région actuelle du Gansu. L'empereur souhaite l'inciter à retourner sur ses terres ancestrales avec la promesse d'un soutien militaire des Han, afin de combattre ensemble les Xiongnu. Zhang est immédiatement capturé par les Xiongnu dès qu'il arrive dans le désert. Il parvient à s'échapper en 129 et atteint finalement les Yuezhi qui ont depuis trouvé refuge à Samarcande. Bien qu'ils refusent la proposition des Han, le royaume du Yuezhi et d'autres royaumes de la région établissent des relations diplomatiques avec eux. Zhang délivre son rapport à Wudi dès son retour en 128, après une seconde mais brève captivité chez les Xiongnu. Après la reddition du prince de Hunxie dans la région du Gansu, le chemin vers Xiyu est plus accessible. Des échanges réguliers ont ainsi lieu entre les Han et les royaumes de Xiyu.

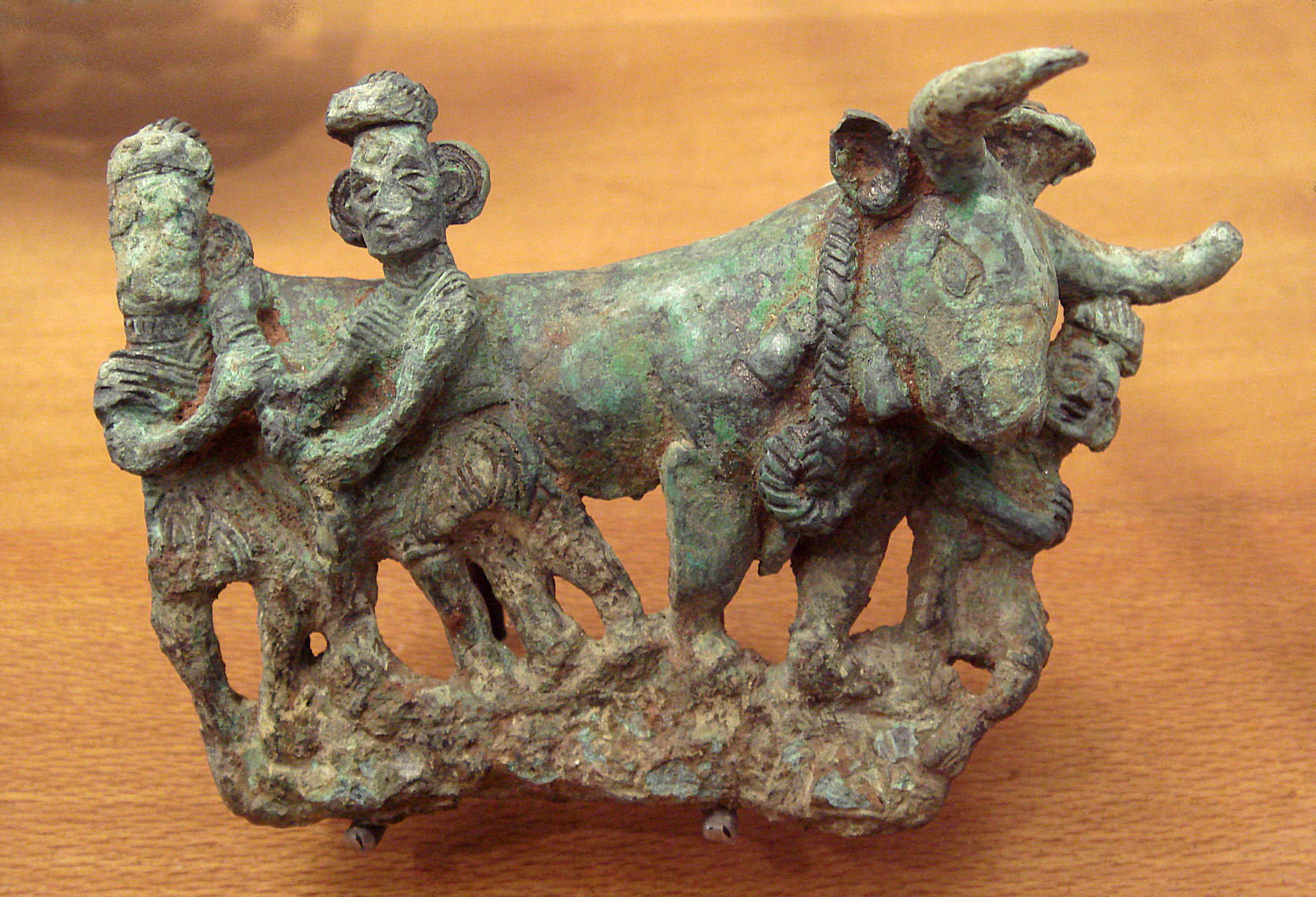
Han Wudi envoie des ambassadeurs au royaume de Dian dans le Yunnan. Statue en bronze représentant des gens du peuple Dian,

Un autre plan d'expansion, cette fois vers le sud-ouest, est rapidement initié. L'impulsion de cette expansion a pour but de préparer une éventuelle conquête de Nanyue, considéré comme un vassal infidèle. Les Han doivent d'abord obtenir la soumission des royaumes tribaux du sud-ouest, afin de libérer la route qui permettrait de poignarder Nanyue dans le dos. L'ambassadeur Han Tang Meng (唐蒙) parvient à assurer la soumission de ces royaumes tribaux en offrant à leurs dirigeants des cadeaux. Wudi instaure ainsi la commanderie de Jianwei (犍為) pour gouverner ces tribus. Finalement il l'abandonne devant son incapacité à faire face aux révoltes locales. Plus tard, lorsque Zhang Qian revient des régions occidentales, une partie de son rapport indique qu'en passant par les royaumes du sud-ouest les ambassadeurs pourront plus facilement atteindre Shendu (Inde) et Anxi (Parthie). Encouragé par ce rapport, en 122 Wudi envoie des ambassadeurs pour tenter à nouveau de convaincre les royaumes du sud-ouest de faire soumission aux Han.

## Magie et religion

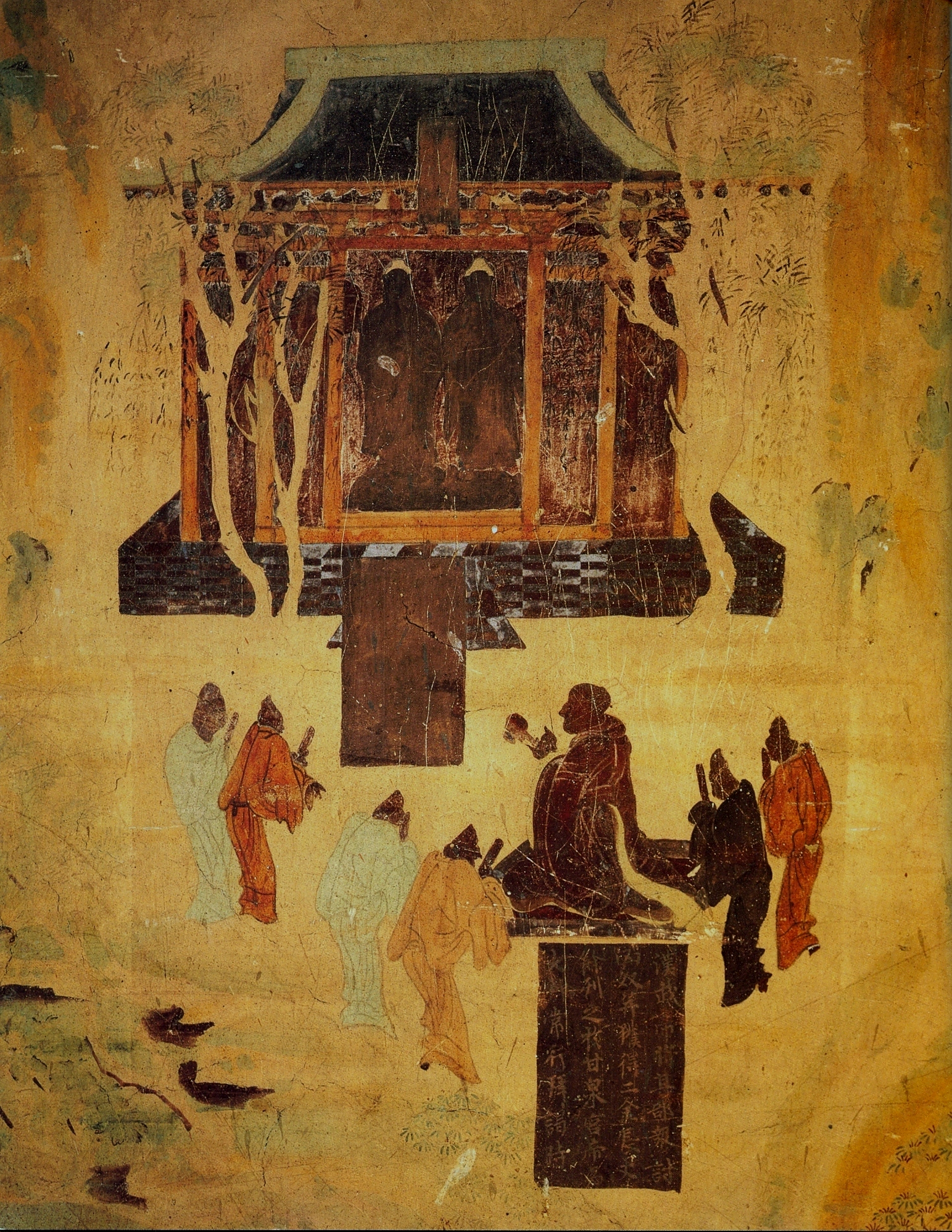
Empereur Han Wudi idolâtrant deux statues de l'Homme doré (ou Bouddha ?) en 121, grottes de Mogao, Dunhuang, VIII.

C'est également durant cette époque que Han Wudi montre un intérêt grandissant et une fascination pour l'immortalité. Il commence à s'associer avec des magiciens qui prétendent pouvoir, à condition de trouver les ingrédients appropriés, créer des pilules qui confèrent l'immortalité. Toutefois, dans le même temps il punit lui-même sévèrement tout autre usage de la magie.

## Famille
Néanmoins, en 128 la Consort Wei donne naissance au premier fils de l'empereur, Liu Ju (en). Elle obtient le statut d'impératrice un peu plus tard, la même année. L'enfant est quant à lui désigné prince héritier en 122.

## Tentative de coup d'État de Liu An
En 122, Liu An, le prince de Huainan, un ancien conseiller apprécié de Wudi et suffisamment proche de la famille royale pour prétendre au trône, et son frère Liu Ci (劉賜), le Prince de Hengshan, sont accusés de trahison et de complot. Ils se suicident et leur famille, ainsi que de nombreux comparses prétendus, sont exécutés.

## Autre guerre contre les Xiongnu
En 119, Wudi lance une nouvelle offensive pour défaire définitivement l'empire Xiongnu. Pour cela, il ordonne le lancement d'une expédition importante contre le cœur de l'empire rival. Les forces de Wei et Huo affrontent directement celles du Chanyu Yizhixie, parvenant presque à le capturer et à annihiler son armée. Toutefois, durant cette bataille le célèbre général Li Guang voit sa fortune grandement compromise par la stratégie de Wei, qui en tant que commandant suprême lui ordonne de suivre une route sur laquelle il ne rencontre aucun Xiongnu. Pire, ses forces, en raison du manque de nourriture et d'eau, finissent par se perdre et sont incapables de rejoindre les forces principales. Face au déshonneur et à la perspective d'être jugé par la cour martiale pour ses échecs, Li se suicide. Même si Wei et Huo sont victorieux, Wudi loue davantage les mérites de Huo et le récompense, ce qui le place dans une position plus favorable que celle de son oncle Wei. Après avoir essuyé de lourdes pertes, le Chanyu tente de négocier une nouvelle période de paix avec les Han. Mais il rompt les négociations lorsque les Han lui exposent clairement leur position : les Xiongnu doivent devenir vassaux des Han.

## Un empereur despotique sur ses terres
Dans le même temps, peut-être en signe de ce qu'il deviendra plus tard, Wudi commence à faire confiance à des fonctionnaires qui s'avèrent sévères dans les peines qu'ils énoncent. Par exemple, l'un d'eux, Yi Zong (義縱), en devenant gouverneur de la commanderie de Dingxiang (sur les terres de l'actuelle Mongolie-Intérieure), a donné l'ordre d'exécuter 200 prisonniers même s'ils n'avaient pas commis de crime capital, ainsi que tous les amis venus leur rendre visite. Wudi commence à penser qu'il s'agit d'une méthode bien plus efficace pour maintenir l'ordre social et place donc au pouvoir ces fonctionnaires. En 117 a lieu une célèbre exécution à tort, dont la victime est le ministre de l'agriculture, Yan Yi (顏異). Yan s'est précédemment opposé au projet de l'empereur visant à doubler les impôts envers les princes et les marquis. Un peu plus tard, Yan est accusé, à tort, d'être l'auteur d'un crime. Durant l'enquête, lorsqu'un ami de Yan critique la promulgation d'une loi par l'empereur, Yan, sans rien dire, bouge les lèvres. Il est alors exécuté pour « diffamation interne » envers l'empereur. Cette affaire a pour conséquence de terrifier les fonctionnaires qui à partir de ce moment ne font que flatter leur dirigeant.

### Poursuite de l'expansion territoriale, vieillesse et paranoïa
À partir de 113, l'empereur Wudi montre d'autres signes d'abus de son pouvoir. Il commence à visiter constamment les commanderies, d'abord celles proches de Chang'an, puis celles de plus en plus éloignées, adorant les divers dieux rencontrés sur les routes, peut être pour la recherche de l'immortalité. Il s'entoure subséquemment de magiciens qu'il récompense généreusement, allant dans un cas jusqu'à le nommer marquis et lui donner une de ses filles comme épouse. Ce magicien, Luan Da (欒大), est par la suite jugé pour fraude et exécuté. Les dépenses de l'empereur lors de ses voyages et de ses aventures magiques mettent une grande pression sur le trésor national et cause des problèmes pour les localités où il se rend. À deux reprises, les gouverneurs des commanderies visitées se suicident devant leur incapacité à fournir le train de vie requis par l'empereur.
En 112, une crise se produit dans le royaume de Nanyue qui occasionne une intervention militaire de la part de Wudi. À cette époque, le roi Zhao Xing (趙興) et sa mère la reine douairière Jiu (樛太后) — une femme chinoise qui s'est marié au père de Zhao lorsque ce dernier était ambassadeur Han — sont tous deux d'accord pour faire partie des Han. Cette position est opposée à celle prônée par le premier ministre Lü Jia (呂嘉), qui souhaite conserver l'indépendance du royaume. La reine douairière Jiu essaie d'inciter les ambassadeurs chinois à tuer Lü, mais ces derniers hésitent. Lorsque Wudi envoie 2 000 hommes pour aider le roi et sa mère, Lü tente un coup d'État et tue le roi et la reine douairière. Il proclame un des autres fils de Zhao Yingqi, Zhao Jiande (趙建德), roi. Il annihile ensuite les forces Han. Plusieurs mois plus tard, Wudi planifie une attaque en cinq volets contre Nanyue. En 111, les forces Han s'emparent de la capitale Panyu et annexent l'ensemble du territoire Nanyue dans l'empire Han, en établissant dix commanderies.
La même année, un des co-roi de Minyue, Luo Yushan, craignant une nouvelle attaque des Han, lance une attaque préemptive contre ceux-ci. Il s'empare ainsi de plusieurs villes de l'ancien royaume Nanyue et des commanderies frontalières. En 110, sous la pression militaire Han, son co-roi, Luo Jugu (駱居古), assassine Luo Yushan et rend le royaume aux Han. Toutefois, Wudi ne fonde pas de commanderies sur l'ancien territoire Minyue, mais déporte son peuple dans la région située entre les rivières Yangzi et Huai.
La même année encore, Wudi organise à grands frais l'ancienne cérémonie de fengshan (封禪) au mont Tai. Ces cérémonies servent à honorer le ciel et la terre et à formuler une requête secrète aux dieux du ciel et de la terre, vraisemblablement l'immortalité. Il décrète s'y rendre tous les cinq ans pour répéter les cérémonies, mais il n'y retournera qu'à une seule reprise en 98. Pour accueillir l'empereur, de nombreux palais sont érigés pour lui et ses princes.
À cette époque, en réaction aux importantes ponctions de Wudi dans le trésor national, son ministre de l'agriculture Sang Hongyang (桑弘羊) conçoit un plan que de nombreuses dynasties répèteront par la suite : la création du monopole d'État sur le sel et l'acier. Le trésor national peut ainsi spéculer sur l'achat d'autres biens afin de remplir ses caisses et maîtriser les fluctuations de prix.
En 109, Wudi commence une nouvelle campagne d'expansion territoriale en Corée. Près de cent ans auparavant, un général chinois nommé Weiman s'est emparé du trône de Gojoseon et a fondé Wiman Joseon à Wanggomsong (王險), actuelle Pyongyang), qui devint un État vassal des Han. Un conflit débute en 109 lorsque le petit-fils de Weiman, le roi Ugeo (衛右渠, 위우거), refuse de permettre aux ambassadeurs du royaume coréen de Jin d'atteindre la Chine en traversant ses terres. Lorsque l'empereur Wu envoie un ambassadeur, She He (涉何), à Wanggeom pour négocier un droit de passage avec le roi Ugeo, ce dernier refuse et renvoie She vers le territoire Han. Toutefois, à l'approche de la frontière, She assassine le général chargé de son escorte et affirme à l'empereur Wu qu'il a battu Joseon lors d'une bataille. Wudi décide donc de le nommer commandant militaire de la commanderie de Liaodong. Le roi Ugeo, offensé, mène une attaque sur Liaodong et tue She. En réponse, Wudi lance une attaque sur deux fronts, l'un par la mer et l'autre par la terre. Dans un premier temps, Joseon offre de devenir vassal des Han, mais les négociations de paix sont anéanties par le refus des forces Han de laisser une force Joseon escorter son prince héritier jusqu'à Chang'an pour payer le tribut à l'empereur Wu. Les Han mettent la main sur les terres Joseon en 108 et y fondent quatre commanderies.
La même année, Wudi envoie une force expéditionnaire contre le royaume de Dian afin de le conquérir. Lorsque le roi de Dian se rend, son territoire est incorporé à l'empire Han, même si le roi de Dian conserve son autorité traditionnelle et son titre. Wudi établit cinq commanderies à Dian et sur les royaumes environnants.
En 108, Wudi envoie le général Zhao Ponu (趙破奴) en campagne à Xiyu (dans l'actuel Xinjiang). Ce dernier force les royaumes de Loulan et de Cheshi (ou de Gushi) à la soumission. En 105, Wudi donne en mariage une princesse de la lignée impériale éloignée à Kunmo (昆莫), le roi de Wusun. Elle se marie par la suite avec son petit-fils et successeur, Qinqu (芩娶), ce qui crée une alliance forte et stable entre Han et Wusun. Les divers royaumes de Xiyu souhaitent pour la plupart renforcer leurs relations avec les Han. Une ignoble guerre entre les Han et le royaume voisin de Dayuan débute toutefois en 104. Dayuan refuse de livrer à l'empereur Wudi ses meilleurs chevaux et les ambassadeurs Han sont même exécutés après avoir insulté le roi de Bayuan après son refus. Wudi envoie Li Guangli (李廣利), le frère de la concubine favorite Consort Li, en tant que général pour diriger la guerre contre Dayuan. En 103, l'armée de Li composée de 26 000 hommes (20 000 Chinois et 6 000 cavaliers des steppes), sans le ravitaillement nécessaire, subit une humiliante défaite contre Dayuan. Mais en 102, la nouvelle armée de Li, composée de 60 000 hommes , parvient à mener à son terme un siège dévastateur de la capitale de Dayuan, en coupant l'alimentation en eau de la ville. Dayaun est ainsi forcé de céder 3 000 cheveux parmi les meilleurs. Cette victoire Han a un effet d'intimidation sur les autres royaumes Xiyu.
Wudi tente également d'intimider les Xiongnu, mais même si les tractations de paix avancent, ces derniers ne souhaitent pas devenir vassal des Han sous le règne de Wudi. En 103, le Chanyu Er obtient la reddition de Zhao Ponu et capture son armée. Il s'agit de la plus importante victoire Xiongnu depuis 119. Après la victoire des Han sur Dayuan en 102, les Xiongnu sont conscients que les Han vont désormais se focaliser sur eux. Ils entament alors des discussions de paix, mais ces dernières sont arrêtées lorsque l'ambassadeur Han, Zhang Sheng (張勝), est découvert en train d'ourdir l'assassinat du Chanyu Qiedihou (且鞮侯). L'ambassadeur sera détenu pendant vingt ans. En 99, Wudi envoie une autre expédition militaire afin de détruire les Xiongnu, mais les deux assauts menés échouent. Les forces de Li Guangli sont dans un premier temps capturées mais parviennent à se libérer toutes seules et à s'enfuir. Dans le même temps, Li Ling (李陵), le petit-fils de Li Guang, se rend alors qu'il est encerclé et a subi d'importantes pertes. Un an plus tard, recevant un rapport erroné selon lequel Li Ling est en train d'entraîner des soldats Xiongnu, Wudi demande l'exécution de son clan. L'ami de Li, l'historien Sima Qian, tente de le défendre. Mais l'empereur a un ressentiment envers Sima Qian, dont le Shiji n'est flatteur ni pour lui-même ni pour son père, l'empereur Han Jingdi. L'historien est donc condamné à la castration.
En 106, afin d'améliorer l'organisation des territoires, Wudi divise l'empire en 13 préfectures (zhou, 州). Mais ces divisions administratives ne possèdent pour le moment ni gouverneur ni gouvernement préfectoral. Il assigne un superviseur à chaque préfecture, dont le rôle est de visiter les commanderies les unes après les autres afin d'enquêter sur la corruption et la désobéissance aux édits impériaux.
En 104, Wudi construit le luxueux palais Jianzhang (建章宮), un bâtiment massif destiné à le rapprocher des dieux. Il est destiné à devenir sa résidence exclusive en remplacement du palais traditionnel de Weiyang (未央宮), que Xiao He a construit sous le règne de Han Gaozu.
Vers l'an 100, en raison des poids importants des taxes et des charges militaires occasionnées par les campagnes incessante et le goût pour le luxe de l'empereur, plusieurs révoltes paysannes éclatent dans l'empire. Wudi diffuse un édit dans le but d'y mettre fin, en liant les vies des fonctionnaires dans les commanderies à la répression des révoltes sur leur territoire. L'édit a toutefois un effet inverse, puisque craignant pour leur vie et incapables de maîtriser toutes les révoltes, les fonctionnaires décident bien souvent de couvrir l'existence même de révoltes.
En 96, commence une série de persécutions de la sorcellerie. Wudi, hanté par un cauchemar dans lequel il est fouetté par de minuscules marionnettes brandissant des bâtons et observé par un assassin qui ne laisse aucune trace, ordonne le lancement d'une enquête suivie de peines exemplaires. Un grand nombre de personnes, dont la plupart de hauts fonctionnaires, sont accusées de sorcellerie avant d'être exécutées, la plupart du temps avec l'ensemble de leur clan. Le premier procès commence avec le beau-frère aîné de l'impératrice Wei Zifu, Gongsun He (公孫賀), alors Premier ministre, et son fils Gongsun Jingsheng (公孫敬聲), alors fonctionnaire impérial. La peine capitale est aussitôt prononcée pour les deux hommes et leur clan entier. Ces persécutions de la sorcellerie se transforment rapidement en une lutte de succession.

### Révolte du prince héritier Ju
En 94, le plus jeune fils de l'empereur, Liu Fuling, nait d'une concubine favorite, la Consort Zhao. L'empereur s'extasie de parvenir à avoir un fils à son âge avancé (62 ans). Comme la Consort Zhao a prétendument enduré une grossesse de quatorze mois, la même durée que le mythique Empereur Yao, Wudi décide de renommer la porte du palais de la Consort Zhao en Porte de la mère de Yao. Des spéculations commencent alors sur la préférence de l'empereur envers la Consort Zhao et le Prince Fuling, et sur le fait que Wudi ferait de ce dernier son prince héritier. Alors qu'il n'existe aucune preuve de cela, dans les années qui suivent des conspirations sont menées contre le Prince Ju et l'impératrice Wei, encouragées par de telles rumeurs.
Jusqu'à ce moment, les relations entre Wudi et son prince héritier sont cordiales mais fragiles. Ce dernier n'est certainement pas aussi ambitieux que son père le désire, et Wudi vieillissant est de moins en moins attiré par sa mère, l'impératrice Wei Zifu, même s'il continue à la respecter. Lorsque l'empereur quitte la capitale, il délègue le pouvoir au prince héritier Ju. Finalement père et fils sont en désaccord sur certaines politiques. Ju favorise une politique plus indulgente, alors que les conseillers de Wudi l'influencent dans l'autre sens. Après la mort de Wei Qing en 106 et l'exécution de Gongsun He, le Prince Ju ne possède plus d'allié important au sein du gouvernement. Les autres fonctionnaires commencent alors à le diffamer publiquement et à comploter contre lui. Pendant ce temps, Wudi est de plus en plus isolé, passant la plus grande part de son temps avec les jeunes concubines.
Jiang Chong (江充), le nouveau dirigeant de l'espionnage, fait partie des conspirateurs contre le Prince Ju. Jiang parvient à déstabiliser Ju en faisant arrêter un de ses assistants pour violation du droit de passage impérial. Su Wen (蘇文), l'eunuque responsable des concubines impériales, monte quant à lui de fausses accusations contre Ju. Il prétend que ce dernier profite de la maladie de Wudi pour s'adonner à des relations adultères avec une des jeunes concubines impériales.
Jiang et d'autres conspirateurs amoncellent également des charges de sorcellerie contre d'importantes personnes de la cour Han. C'est l'option finalement choisie par Jiang et Su pour combattre Ju. Quand l'empereur est dans son palais d'été à Ganquan, dans le Shaanxi, ce dernier donne son accord à Jiang pour chercher dans tous les palais impériaux tout objet de sorcellerie. Pendant que les palais sont sens dessus dessous en raison de fouilles intensives, Jiang enterre secrètement une poupée de sorcellerie et des pièces de chiffon avec des écritures mystérieuses. Il prétend ensuite les avoir trouvées durant les recherches dans les quartiers de Ju et de l'impératrice Wei. Le prince est choqué, conscient qu'il a été piégé. Son professeur, Shi De (石德), invoque l'histoire de Ying Fusu de la dynastie Qin et soulève la possibilité que l'empereur Wudi est peut-être déjà décédé en secret. Il incite donc le prince Ju à se révolter pour combattre les conspirateurs. D'abord hésitant, il souhaite se rendre au palais de Ganquan pour plaider directement sa cause auprès de son père. Mais lorsqu'il apprend que les messagers de Jiang sont déjà en route, il décide de suivre la suggestion de Shi.
Le prince envoie un de ses agents pour usurper l'identité d'un messager de Wudi afin d'attirer et arrêter Jiang et les autres conspirateurs. Su parvient à s'échapper, mais Ju accuse Jiang de saboter sa relation avec son père avant de le tuer personnellement. Puis avec le soutien de sa mère il monte une garde personnelle et enrôle des civils et des prisonniers pour se protéger.
Su arrive au palais de Ganquan et accuse le prince Ju de trahison. Wudi ne le croit pas et pense à juste titre que le prince Ju était seulement en colère contre Jiang. Il envoie donc un messager à Chang'an pour convoquer le Prince. Ce messager n'ose pas aller jusqu'à la capitale et décide de revenir et de donner un faux rapport à l'empereur selon lequel Ju est en train de mener un coup d'État. En rage, Wudi ordonne à son neveu, le Premier ministre Liu Qumao (劉屈犛), de mater la rébellion.
Les deux camps s'affrontent dans les rues de Chang'an pendant cinq jours, mais les forces de Liu triomphent lorsqu'il devient clair que le Prince Ju n'a pas l'autorisation de son père. Ce dernier est forcé de fuir la capitale, accompagné de seulement deux de ses fils et de quelques gardes personnels. À l'exception d'un petit-fils, Liu Bingyi, qui n'a qu'un mois et est mis en lieu sûr, tous les autres membres de la famille du Prince sont abandonnés et tués. Sa mère, l'impératrice Wei, se suicide lorsque l'empereur envoie des émissaires pour la destituer. Leurs corps sont enterrés sans ménagement dans des champs en banlieue, sans aucune stèle tombale. Les partisans du Prince Ju sont brutalement réprimés et les civils ayant aidé le Prince sont exilés. Tian Ren (田仁), un fonctionnaire responsable d'une porte de la ville qui n'a pas empêché Ju de s'enfuir, et Ren An (任安), un commandant militaire qui a choisi de ne pas participer activement à la réprimande, sont accusés d'être des partisans et sont exécutés.
Toujours sous l'effet de la colère, Wudi ordonne que le Prince Ju soit traqué. Mais un jeune fonctionnaire, Linghu Mao (令狐茂), risque sa vie en parlant du comportement du Prince. L'aigreur de l'empereur commence alors à s'estomper, sans toutefois réussir à offrir son pardon.
Le Prince Ju trouve refuge dans le comté de Hu (湖縣), dans la province actuelle du Henan, où il s'installe dans la maison de pauvres paysans. Conscient que ses hôtes bienfaiteurs ne pourront jamais assumer le coût quotidien de tant de monde, le Prince décide de chercher de l'aide auprès de ses amis qui habitent la région. Toutefois, ces manœuvres permettent de le localiser et il est rapidement recherché par les fonctionnaires locaux avides de récompenses. Encerclé par des troupes et voyant qu'il n'a aucune chance de s'échapper, le Prince se suicide. Ses deux fils et sa famille trouvent la mort lorsque les soldats du gouvernement entrent dans la maison et tuent tout le monde. Les deux fonctionnaires à l'origine de l'assaut, Zhang Fuchang (張富昌) et Li Shou (李寿), ne perdent pas de temps pour envoyer le corps du Prince à Chang'an et réclamer une récompense de la part de l'empereur. Wudi est toutefois très attristé d'apprendre la mort de son fils, mais il tient sa promesse et récompense les fonctionnaires.

### Fin de règne et décès
Même après les décès de Jiang et du Prince Ju, les cas de sorcellerie continuent. Une des dernières victimes importantes est le général Li Guangli, un frère de la Consort Li qui a des victoires contre Dayaun et Xiongnu malgré les importantes pertes humaines causées par son incompétence. En 90, alors que Li est assigné à une campagne contre les Xiongnu, un eunuque nommé Guo Rang (郭穰) affirme que Li et son allié politique, le Premier ministre Liu Qumao, conspirent à utiliser la sorcellerie contre l'empereur Wudi. Liu et sa famille sont immédiatement arrêtés avant d'être exécutés. La famille de Li est également incarcérée. Le général, en apprenant la nouvelle, réalise qu'il ne pourra plus rentrer chez lui, il tente donc une tactique risquée, celle de gagner une importante victoire contre les Xiongnu. Mais il échoue à la suite de la mutinerie de ses principaux officiers. Dans sa retraite, il est persécuté par les Xiongnu et fait défection vers ces derniers. Son clan est exécuté par l'empereur peu de temps après. Li lui-même est ensuite victime des luttes intestines chez les Xiongnu menées par d'anciens traitres Han. Wei Lü (衛律), est, par exemple, très jaloux du nombre de faveurs dont jouit Li de la part du Chanyu.
Dans le même temps, Wudi commence à réaliser que les accusations de sorcellerie sont souvent fausses, en particulier celles proférées lors de la rébellion du prince héritier. En 92, Tian Qianqiu (田千秋), alors surintendant du temple de l'empereur Gaozu, écrit un rapport prétendant que Gaozu lui a dit dans un rêve que le Prince Ju aurait dû être tout au plus fouetté, mais pas tué. Wudi a une révélation sur les évènements passés. Il ordonne de brûler Su et d'exécuter la famille de Jiang, avant de nommer Tian comme Premier ministre. L'empereur affirme que son fils continue de lui manquer. Il fait donc construire un palais et un autel pour son fils en signe de chagrin et de regret. Il ne modifie toutefois pas le sort du dernier fils vivant de Ju, Liu Bingyi, qui continue à passer son enfance en prisonnier.
La scène politique a désormais beaucoup changé. Wudi s'auto-critique publiquement et s'excuse auprès de la nation entière sur ses erreurs politiques passées, un geste connu de l'histoire sous le nom d'Édit repentant de Luntai (輪台悔詔). Le Premier ministre Tian tout juste nommé demande le repos des troupes et du peuple. Il met l'accent sur l'agriculture et recommande la nomination de plusieurs experts agricoles en tant que membres importants de l'administration. Les guerres et les expansions territoriales sont pour la plupart arrêtées. Ces politiques et idéaux sont ceux voulu par le Prince Ju et sont donc réalisés quelques années après sa mort.

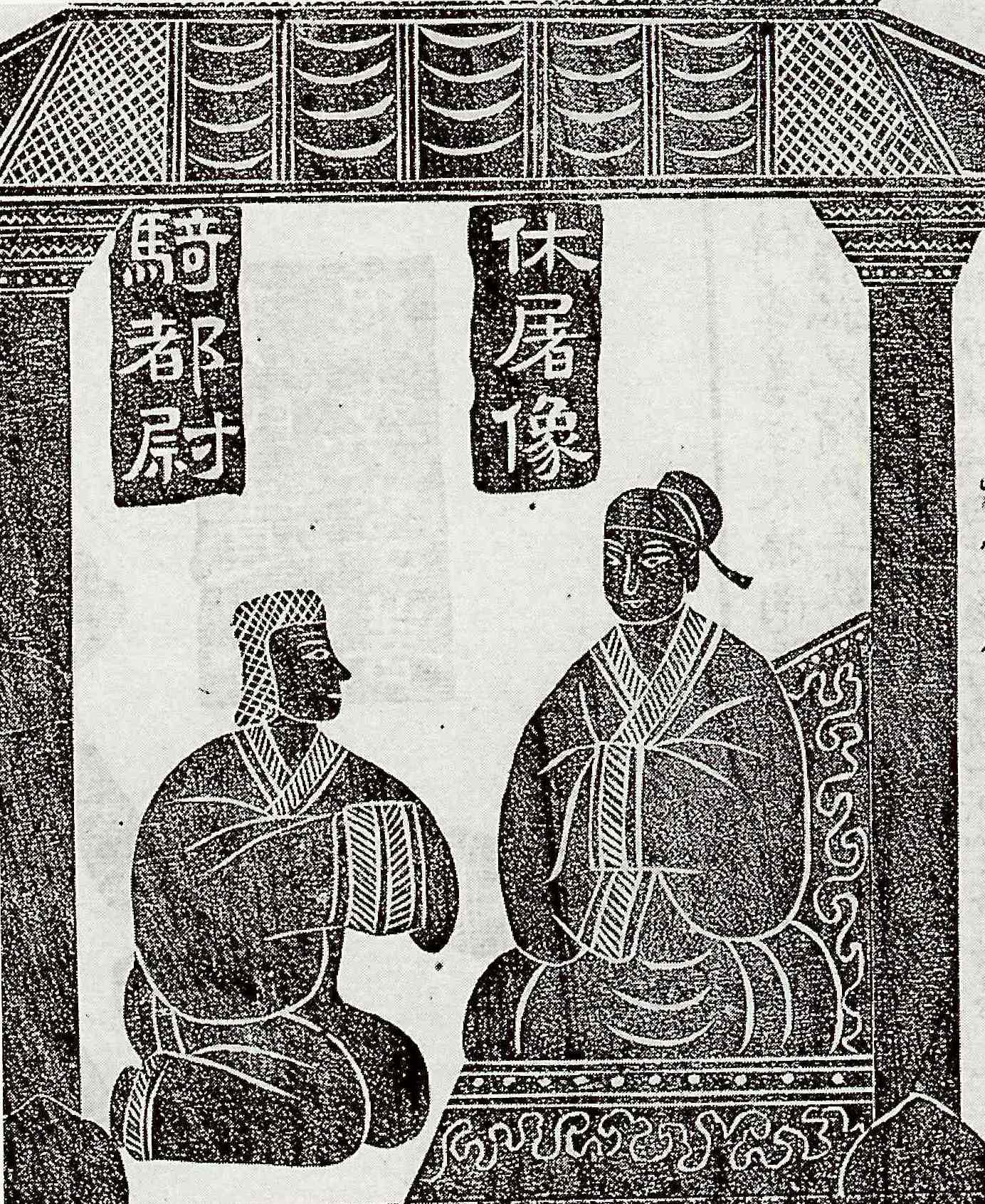
L'Histoire de Jin Midi. Tombeau de Wu Liang, Jiaxiang, province du Shandong, Chine. II. Bas-reliefs frottés à l'encre représentant Feng Yunpeng et Feng Yunyuan, Jinshi suo (édition de 1824).

En 88, Wudi tombe gravement malade. Mais après le décès du Prince Ju, il n'a plus de successeur désigné. Liu Dan, le Prince de Yan est le fils de l'empereur survivant le plus âgé. Mais l'empereur le considère avec son jeune frère Liu Xu, le Prince de Guanling, comme inaptes pour ce motif qu'aucun des deux ne respecte les lois. Il décide que le plus apte est son plus jeune fils, Liu Fuling, qui n'a que six ans à cette époque. Il désigne donc Huo Guang comme régent potentiel, en raison de ses talents et de sa fidélité. Il ordonne également l'exécution de la mère de Fuling, la Consort Zhao, de peur qu'en raison de son jeune âge elle ne devienne une impératrice douairière incontrôlable comme l'a été la précédente. Huo suggère le fonctionnaire Jin Midi d'origine Xiongnu et le général Shangguang Jie en tant que co-régents. Wudi meurt en 87, peu de temps après avoir fait de Fuling son prince héritier. Ce dernier lui succède donc sur le trône sous le nom de Han Zhaodi, et ce pour les treize années à venir.
Comme Wudi n'a pas nommé d'impératrice après le suicide de l'impératrice Wei Zifu et qu'il n'a pas laissé d'instructions sur qui devra l'accompagner dans son tombeau, Huo considère que le souhait de Wudi était d'être accompagné de la Consort Li. Ils sont donc enterrés sous le monticule Maoling, la plus célèbre des pyramides chinoises.

## Postérité
Les historiens traitent Wudi avec ambivalence, en apportant parfois certains aspects de sa personnalité en contradiction avec ce qui est connu de lui. Il a presque doublé la taille de l'empire Han de Chine et la plupart des territoires qu'il a annexé font aujourd'hui toujours partie de la Chine actuelle. Il a officiellement soutenu le confucianisme et a utilisé le système légiste de récompenses et de châtiments pour gouverner son empire, comme l'avait fait Qin Shi Huang.
Wudi est connu pour être extravagant et superstitieux. Ses politiques sont réputées pour le poids qu'elles représentent sur la population. Il est ainsi souvent comparé à Qin Shi Huang. Le châtiment pour échec ou déloyauté est souvent sévère. Son père a mis en liberté sur parole la plupart des participants de la Rébellion des sept États et les a forcé à travailler sur la construction de sa tombe. Wudi quant à lui a tué des dizaines de milliers de personnes et leurs familles à la suite des affaires de Liu An (淮南之獄) et Hengshan (衡山之獄), à sa persécution de la sorcellerie (巫蠱之亂 ou 巫蠱之禍), et il a même tué des membres importants de sa propre famille lors de la révolte du Prince Ju (戾太子之亂). Des familles entières ont ainsi été décimées (Wei(衛), Huo(霍), Li(李)) pour des raisons politiques.
Il a pour habitude d'utiliser des parents de ses épouses afin de combattre les Xiongnu, leur permettant ainsi de devenir de célèbres généraux.
Il a forcé sa dernière épouse à se suicider. Près de douze Premiers ministres ont servi Wudi, dont trois ont été exécutés et deux se sont suicidés au cours de leur mandat. Un autre a été exécuté après sa retraite. Il a instauré des prisons spéciales (詔獄) dans lesquelles il a enfermé près de 200 000 personnes.
Les réformes politiques menées sous son règne renforcent le pouvoir de l'empereur aux dépens de l'autorité du Premier ministre. Le poste de Shangshu (secrétaires de la cour) est élevé du rang de simple gérant de documents à celui de conseiller proche de l'empereur. Cette situation perdure jusqu'à la fin de l'ère monarchique.
En 140, Wudi organise des examens impériaux sur plus de 100 jeunes érudits. Recommandés par les fonctionnaires, la plupart de ces élèves sont d'origine noble. Cet examen a une incidence importante sur l'histoire chinoise, puisqu'il marque le début de l'établissement du confucianisme comme doctrine impériale officielle. On en voit une confirmation dans la récompense d'un jeune érudit confucéen, Dong Zhongshu, pour avoir réalisé le meilleur essai, dans lequel il défend la mise en place du confucianisme. Il n'est pas aisé de savoir si le choix de cette doctrine vient du jeune empereur lui-même ou de son Premier ministre, Wei Wan (衛綰), qui est lui-même confucéen. Toutefois, le fait que plusieurs jeunes érudits ayant réussi les examens deviennent des conseillers de confiance de l'empereur laisse suggérer la participation active de celui-ci.

## Poésie
La cour de l'empereur Wudi a beaucoup influencé la poésie Han, en raison de l'intérêt particulier porté par Wudi pour la poésie et son mécénat de poètes. Il est un protecteur de la littérature, un certain nombre de poèmes lui sont même attribués. Sur le thème de l'amour perdu, certaines de ses œuvres sont particulièrement remarquables, même si un doute subsiste quant à savoir s'il est bien l'auteur de certains vers.

### Mécénat des Chants de Chu
Wudi est réputé pour l'intérêt qu'il porte au style de poésie utilisé à l'époque de l'ancien Royaume de Chu au début de son règne, en partie sous l'influence de Liu An. Certaines de ces œuvres Chu sont ainsi compilées dans les Chants de Chu.

### Autres mécénats
Le style Chu de poésie est à son origine lié au shamanisme Chu. Après avoir soutenu le style Chu au début de son règne, Wudi continue à s'intéresser par la suite à d'autres styles shamaniques.
Le fondateur de la dynastie Han a installé des chamans originaires de l'ancien État de Jin au poste de fonctionnaires religieux dans son nouvel empire. Wudi idolâtre la divinité Tai Yi, qu'il découvre par l'intermédiaire de conseillers shamaniques. L'empereur fait même construire une Maison de la vie (shou gong) dans son palais de Ganquan dans ce but en 118. Un des rites religieux que Wudi organise est le Sacrifice de banlieue et fait écrire dix-neuf hymnes en rapport avec ces rites, sous le titre Hymnes pour l'usage du Sacrifice de banlieue. L'empereur utilise ses poètes et musiciens pour écrire les paroles de différents spectacles. Il aime en effet particulièrement les rituels somptueux, en particulier de nuit où une multitude de chanteurs, musiciens et danseurs exécutent leur prestation à la lumière de milliers de torches.

### Développement du Fu
Le style fu est typique de la poésie de la dynastie Han. Il prend forme durant le règne de Wudi et dans sa cour, avec Sima Xiangru, un poète et fonctionnaire, en tête de proue. L'intérêt initial de Sima pour le style chu laisse peu à peu place à des formes plus innovants de poésie. L'empereur en personne, après son mécénat du style chu en début de règne, se tourne progressivement vers d'autres courants de poésie.

### Bureau de musique Yuefu
L'intérêt de l'empereur pour la poésie se traduit également par l'organisation d'un Bureau impérial de musique (yuefu) au sein de l'appareil bureaucratique officiel du gouvernement. Le Bureau de musique est chargé des affaires relatives à la musique et à la poésie. La poésie en Chine est en effet traditionnellement chantée sur un air de musique, plutôt que récitée en prose. Le Bureau de musique prospère énormément sous le règne de Wudi. L'empereur est très souvent cité comme le fondateur du Bureau en 120. Toutefois, il est plus probable qu'il existait de longue date et que Wudi a profité de la réorganisation de son gouvernement pour en augmenter la taille, changer sa capacité et sa fonction, mais également de le renommer. Tous ces changements. Le Bureau de musique de Wudi ne se contente pas uniquement de collecter les chansons et ballades populaires à travers tout le pays. Il élargit également son aire de recherche aux mélodies d'Asie centrale. De nouvelles paroles sont écrites en harmonie avec les airs existants. Celles-ci se caractérisent par des vers de longueurs différentes. Dans tous les cas, Wudi est largement connu pour avoir utilisé le Bureau de musique pour une grande partie de ses innovations religieuses et pour avoir nommé expressément Sima Xiangru pour écrire des poèmes.
Le Bureau de musique est aussi à l'origine du développement d'un nouveau style de poésie, connu sous le nom de style Bureau de musique ou yuefu.

## Télévision et films
En tant que célèbre empereur de la Chine ancienne, Wudi est présent dans de nombreuses séries télévisées chinoises, comme :
- Da Han Tian Zi
- Han Wu Da Di

## Composition de sa famille
- Père
  - Han Jingdi (10e fils)
- Mère
  - Impératrice Wang de Jing (孝景王皇后)
- Frères et sœurs
  - Princesse Pingyang (平陽公主), également connue sous le nom de Princesse aînée Yangxin (陽信長公主) avant son mariage avec Cao Shi (曹時), le Marquis de Pingyang
  - Princesse Nangong (南宮公主)
  - Princesse Longlü (隆慮公主)
- Épouses
  - Impératrice Chen (陳皇后), déchue en 130 pour sorcellerie
  - Impératrice Wei Zifu (衛子夫), mère de la Princesse aînée Wei, de la Princesse Zhuyi, Princesse Shiyi et du Prince héritier Liu Ju. Elle se suicide en 91 après la révolte manquée de Liu Ju. Son nom posthume est Wei Si Hou de Wu (孝武衛思后), donné par son petit-fils, Han Xuandi
- Concubines
  - Consort Wang (王夫人), mère du Prince Hong
  - Dame Li (李姬), mère de la Princesse Dan et du Prince Xu
  - Consort Li (李夫人), mère du Prince Bo, nom posthume Impératrice Wu (孝武皇后) par Huo Guang
  - Dame Yin (尹婕妤), également connue sous le nom de Consort Yin (尹夫人)
  - Dame Xing (邢娙娥), également connue sous le nom de Consort Xing (邢夫人)
  - Dame Zhao (趙婕妤), mère de Liu Fuling, exécutée/forcée au suicide en 88. Nom posthume Impératrice douairière Zhao (趙太后) par son fils Han Zhaodi
- Enfants
  - Princesse aînée Wei (衛長公主), également connue sous le nom de  Princesse Dangli (當利公主)
  - Princesse Zhuyi (諸邑公主), exécutée en 91
  - Princesse Shiyi (石邑公主)
  - Liu Ju (劉據), également connu sous le nom de Prince héritier Wei (衛太子) ou à titre posthume Prince héritier Li (戾太子). Il se suicide en 91 après sa révolte manquée.
  - Princesse Yangshi (陽石公主), exécutée en 91
  - Princesse Yi'an (夷安公主), mariée à son cousin Chen Yu (陳豫), Seigneur Zhaoping (昭平君) et fils de la sœur de Wudi, la Princesse Longlü
  - Princesse Eyi (鄂邑公主), plus tard appelée Princesse aînée Gai (蓋長公主) après l'accession au trône de han Zhaodi. Elle se suicide en 80 après une conspiration avec le Prince Dan, Shangguan Jie (le grand-père de l'impératrice Shangguan) et Sang Hongyang dans une tentative avortée de coup d'État contre Han Zhaodi et Huo Guang.
  - Liu Hong (劉閎), Prince Huai de Qi (齊懷王)
  - Liu Dan (劉旦), Prince La de Yan (燕刺王). Il se suicide en 80 après un coup d'État raté contre Han Zhaodi et Huo Guang
  - Liu Xu (劉胥), Prince Li de Guangling (廣陵厲王), se suicide en 53
  - Liu Bo (劉髆), Prince Ai de Changyi (昌邑哀王)
  - Liu Fuling (劉弗陵), futur empereur Han Zhaodi (94 - 74)
- Petits-enfants
  - Liu Jin (劉進), également connu sous le nom de Petit-fils Prince Shi (史皇孫), fils de Liu Ju et père de Liu Bingyi, tué en 91
  - Liu He (劉賀), Prince de Changyi (昌邑王) et fils de Liu Bo. Il accède au trône en 74 et est déchu 27 jours plus tard pour avoir commis 1 127 mauvaises conduites. Il obtient ensuite le titre de Marquis de Haihun (海昏侯) par Han Xuandi
- Arrière-petits-enfants
  - Liu Bingyi (劉病已), fils de Liu Jin, à l'origine connu sous le nom de Prince Arrière-petit-fils (皇曾孫), plus tard renommé Liu Xun (劉詢) puis accède au trône sous le nom de Han Xuandi en 74.

## Arbre généalogique
|  |                          |  |  |  |  |  |  |  |  |  |  |  |  |  |  |  |
|  | Liu Zhijia               |  |  |  |  |  |  |  |  |  |  |  |  |  |  |  |
|  |                          |  |  |  |  |  |  |  |  |  |  |  |  |  |  |  |
|  |                          |  |  |  |  |  |  |  |  |  |  |  |  |  |  |  |
|  | Liu Bang, Han Gaozu      |  |  |  |  |  |  |  |  |  |  |  |  |  |  |  |
|  |                          |  |  |  |  |  |  |  |  |  |  |  |  |  |  |  |
|  |                          |  |  |  |  |  |  |  |  |  |  |  |  |  |  |  |
|  | Liu Ao                   |  |  |  |  |  |  |  |  |  |  |  |  |  |  |  |
|  |                          |  |  |  |  |  |  |  |  |  |  |  |  |  |  |  |
|  |                          |  |  |  |  |  |  |  |  |  |  |  |  |  |  |  |
|  | Liu Heng, Han Wendi      |  |  |  |  |  |  |  |  |  |  |  |  |  |  |  |
|  |                          |  |  |  |  |  |  |  |  |  |  |  |  |  |  |  |
|  |                          |  |  |  |  |  |  |  |  |  |  |  |  |  |  |  |
|  | Bo Weng                  |  |  |  |  |  |  |  |  |  |  |  |  |  |  |  |
|  |                          |  |  |  |  |  |  |  |  |  |  |  |  |  |  |  |
|  |                          |  |  |  |  |  |  |  |  |  |  |  |  |  |  |  |
|  | Dowager Bo (en)          |  |  |  |  |  |  |  |  |  |  |  |  |  |  |  |
|  |                          |  |  |  |  |  |  |  |  |  |  |  |  |  |  |  |
|  |                          |  |  |  |  |  |  |  |  |  |  |  |  |  |  |  |
|  | Dame Wei                 |  |  |  |  |  |  |  |  |  |  |  |  |  |  |  |
|  |                          |  |  |  |  |  |  |  |  |  |  |  |  |  |  |  |
|  |                          |  |  |  |  |  |  |  |  |  |  |  |  |  |  |  |
|  | Liu Qi, Han Jingdi       |  |  |  |  |  |  |  |  |  |  |  |  |  |  |  |
|  |                          |  |  |  |  |  |  |  |  |  |  |  |  |  |  |  |
|  |                          |  |  |  |  |  |  |  |  |  |  |  |  |  |  |  |
|  | Dou Chong                |  |  |  |  |  |  |  |  |  |  |  |  |  |  |  |
|  |                          |  |  |  |  |  |  |  |  |  |  |  |  |  |  |  |
|  |                          |  |  |  |  |  |  |  |  |  |  |  |  |  |  |  |
|  | Dou, Xiaowen (en)        |  |  |  |  |  |  |  |  |  |  |  |  |  |  |  |
|  |                          |  |  |  |  |  |  |  |  |  |  |  |  |  |  |  |
|  |                          |  |  |  |  |  |  |  |  |  |  |  |  |  |  |  |
|  | Liu Che, Han Wudi        |  |  |  |  |  |  |  |  |  |  |  |  |  |  |  |
|  |                          |  |  |  |  |  |  |  |  |  |  |  |  |  |  |  |
|  |                          |  |  |  |  |  |  |  |  |  |  |  |  |  |  |  |
|  | Wang Zhong               |  |  |  |  |  |  |  |  |  |  |  |  |  |  |  |
|  |                          |  |  |  |  |  |  |  |  |  |  |  |  |  |  |  |
|  |                          |  |  |  |  |  |  |  |  |  |  |  |  |  |  |  |
|  | Wang Zhi (en)            |  |  |  |  |  |  |  |  |  |  |  |  |  |  |  |
|  |                          |  |  |  |  |  |  |  |  |  |  |  |  |  |  |  |
|  |                          |  |  |  |  |  |  |  |  |  |  |  |  |  |  |  |
|  | Zang Tu (en)             |  |  |  |  |  |  |  |  |  |  |  |  |  |  |  |
|  |                          |  |  |  |  |  |  |  |  |  |  |  |  |  |  |  |
|  |                          |  |  |  |  |  |  |  |  |  |  |  |  |  |  |  |
|  | Zang Yan[réf. souhaitée] |  |  |  |  |  |  |  |  |  |  |  |  |  |  |  |
|  |                          |  |  |  |  |  |  |  |  |  |  |  |  |  |  |  |
|  |                          |  |  |  |  |  |  |  |  |  |  |  |  |  |  |  |
|  | Zang Er                  |  |  |  |  |  |  |  |  |  |  |  |  |  |  |  |
|  |                          |  |  |  |  |  |  |  |  |  |  |  |  |  |  |  |
|  |                          |  |  |  |  |  |  |  |  |  |  |  |  |  |  |  |

## Noms d'ère
Le règne de Wudi a été divisé en différentes périodes, ayant chacune son propre nom :
- Jianyuan (建元 py. jiàn yuán) 140 – 135
- Yuanguang (元光 py. yuán guāng) 134 – 129
- Yuanshuo (元朔 py. yuán shuò) 128 – 123
- Yuanshou (元狩 py. yuán shòu) 122 – 117
- Yuanding (元鼎 py. yuán dĭng) 116 – 111
- Yuanfeng (元封 py. yuán fēng) 110 – 105
- Taichu (太初 py. tài chū) 104 – 101
- Tianhan (天漢 py. tiān hàn) 100 – 97
- Taishi (太始 py. tài shĭ) 96 – 93
- Zhenghe (征和 py. zhēng hé) 92 – 89
- Houyuan (後元 py. hòu yuán) 88 – 87